# 大成村 (鳥取県)
大成村（たいせいそん）は、鳥取県岩美郡にあった自治体である。

## 概要
現在の鳥取市のうち、旧国府町東部に当たる。扇ノ山山麓と袋川流域に位置した。
村名は合併前の成器村と大茅村から漢字一文字ずつ取った合成地名であるが、1947年（昭和22年）に両村が組合立で設立した中学校名に大成の名を先に使用していた。
県は1952年（昭和27年）7月21日に鳥取市と周辺20ヶ村（岩美郡7ヶ村、気高郡13ヶ村）の合併勧告を行い、その中に成器・大茅両村が含まれていたが、両村はその前年から合併機運があったことからわずか1ヶ月の協議期間を経て同年11月に合併して大成村となった。しかし国が目標とするところの合理化案には程遠かったことから西隣の宇倍野村との合併話に発展していき、県は1956年（昭和31年）12月7日に当村と宇倍野村の合併を勧告、これにより2ヶ村は合併して国府町となった。そのため当村の存在期間は約4年と短かった。

## 沿革
- 1952年（昭和27年）11月1日 - 成器村と大茅村が合併して大成村が発足。合併各村の計19大字を継承[4]。
- 1957年（昭和32年）1月1日 - 宇倍野村と合併して国府町が発足。同日大成村廃止[5]。

## 行政

### 役場
役場は中河原の旧成器村役場とし、栃本の旧大茅村役場には支所を置いた。

### 村長
| 氏名       | 就任年月日                | 退任年月日                | 出身   | 備考                     |
| ---------- | ------------------------- | ------------------------- | ------ | ------------------------ |
| 土橋庄吉   | 1952年（昭和27年）11月1日 | 1952年（昭和27年）12月7日 | 新井   | 前成器村助役、職務執行者 |
| 土橋一之   | 1952年（昭和27年）12月8日 | 1953年（昭和28年）6月27日 | 中河原 | 前成器村長               |
| 高橋民雄   | 1953年（昭和28年）8月4日  | 1956年（昭和31年）12月3日 | 石井谷 | 前助役、元大茅村長       |
| 参考文献 - |                           |                           |        |                          |

## 教育
- 大成村立成器小学校・上地分校（現在は統合により鳥取市立国府東小学校となる）
- 大成村立大茅小学校（現在は統合により鳥取市立国府東小学校となる）
- 大成村立大成中学校（現在は統合により鳥取市立国府中学校となる）

## 交通
- 雨滝街道（現在の県道31号）[2]

## 名所・旧跡
- 雨滝